# گورستان شلرود
گورستان شلرود مربوط به هزاره اول قبل از میلاد است و در شهرستان رودسر، بخش رحیم آّباد، دهستان اشکور علیا و سیارستاق ییلاق، روستای شاراج پایین واقع شده و این اثر در تاریخ ۲۷ اسفند ۱۳۸۶ با شمارهٔ ثبت ۲۲۵۲۳ به‌عنوان یکی از آثار ملی ایران به ثبت رسیده است.